# Portal (banda)

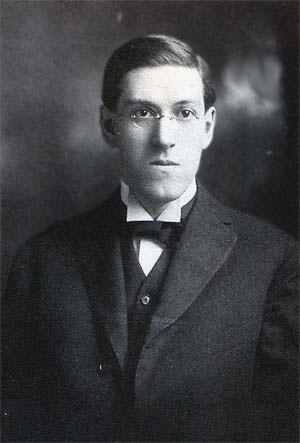
A literatura de Lovecraft é uma grande inspiração para a banda.

Portal é uma banda australiana formada em 1994, cuja música é uma combinação heterodoxa de death metal com black metal.   A sonoridade híbrida da banda,  caracteriza-se por riffs distorcidos e vocais "cacofônicos", que vão de efeitos sonoros "ameaçadores e ecoantes" à guturais "ininteligíveis".  Devido sua natureza bizarra, a música de Portal já foi comparada com o som emitido por "aspiradores e túneis de vento."   Em sua resenha para Popmatters, o crítico Adrien Begrand, observou que "embora o death metal esteja sempre tentando soar assustador, [...] na maioria das vezes não passa de inofensivo; salvo o tocado por Portal, que é verdadeiramente aterrorizante." Descrevendo o estilo da banda, a revista Decibel disse que se "Morbid Angel e Gorguts tivessem gerado uma criança expressionista alemã, aquela criatura diabólica seria Portal."
Os integrantes da banda usam nomes artísticos ao invés dos reais, e vestimentas — tais como trajes e máscaras de carrascos — que diferem da moda comumente associada ao heavy metal.  A inspiração para esse tipo de vestuário veio através da moda na década de 1920, bem como a "imagem" criada pelo ator Lon Chaney em alguns de seus papeis na época do cinema mudo. De acordo com membros da banda, Chaney era a figura ideal para o que eles pretendiam representar.  A respeito da parte lírica, a banda cita como inspiração as entidades encontradas nos mitos de Cthulhu.

## Membros
Atuais
- The Curator – vocais (desde 1994)
- Horror Illogium – guitarra (desde 1994)
- Aphotic Mote – guitarra (2003 em diante)
- Ignis Fatuus – bateria (2007 em diante)
- Omenous Fugue – baixo (2009 em diante)

Anteriores
- Werm – baixo (2002–05)
- Mephitic – bateria (2002–05)
- Elsewhere – baixo (2006)
- Monocular – bateria (2006)
- Phathom Conspicuous – baixo (2007–08)

## Discografia
- Portal (demo, 1998)
- The End Mills (EP, 2002)
- Seepia (2003)
- The Sweyy / Our Dreadful Sphere (split com Rites of Thy Degringolade, 2004)
- The Sweyy (EP, 2004)
- Lurker at the Threshold (demo, 2006)
- Outre (2007)
- Swarth (2009)
- Vexovoid (2013)
- Ion (2018)
- Avow (2022)
- Hagbulbia (2022)